# Giordano Berti
Giordano Berti (Bolonia, Emilia-Romaña, Italia, 1959) es un historiador y ensayista italiano. Desde el año 1992 dirige la Associazione Culturale Istituto A. Graf de Bolonia, asociación dedicada al estudio del arte figurativo y su relación con las tradiciones populares, la ciencia y las religiones, del que es igualmente cofundador.

## Perfil
Licenciado y profesor en Historia del Arte en varias asociaciones culturales de Bolonia, Giordano Berti se encuentra especializado en temas relativos a la historia del ocultismo, siendo apreciado a nivel mundial como uno de los mejores expertos en historia y esoterismo respecto del Tarot. y de las artes adivinatorias.
Sobre el tema del Tarot ha publicado numerosas obras (catálogos, libros, escenificaciones por nuevas barajas) y organizó exposiciones históricas, la más importantes de las cuales fueron con Michael Dummett, Franco Cardini, Cecilia Gatto-Trocchi y Andrea Vitali: I Tarocchi. Gioco e magia alla Corte degli Estensi (Ferrara, Castello Estense, 1987), Tarocchi: arte e magia (Roma, Castel Sant'Angelo, 1985).

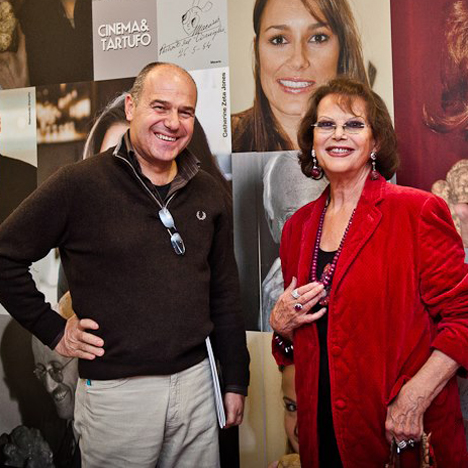
Con Claudia Cardinale en el 2012, en la inauguración de la exposición Cinema & Truffles, en Alba.

Berti fue invitado especial durante el tercer Congreso Mundial del Tarot en Chicago, celebrado del 10 al 14 de mayo de 2001, con una relación (acompañada con proyección de imágenes) titulada The Babel of Tarot, or the evolution of the 22 allegoric Triumph cards as a transformation into an esoteric language. La conferencia se puede leer en el sitio web Tarot Passages .
Su obra, redactada en italiano, ha sido traducida en parte al español y a otros idiomas, como el francés, el polaco, el alemán, el danés y el japonés.
Para la prestigiosa revista italiana Charta, Berti ha escrito numerosos artículos sobre diversos argumentos relacionados con la historia y cultura de las cartas: grandes bibliotecas, naipes antiguos,  temas simbólicos en el arte del grabado.
Para las revistas Terzo Occhio y Il Giornale dei Misteri, Berti ha escrito artículos sobre temáticas simbólicas y sobre algunos artistas relacionados con el esoterismo, como Salvator Rosa, Jackson Pollock, Michail Vrubel  y otros.

## Obra

### Ediciones en español
- Berti, Giordano: El Tarot de los Gnomos, Ediciones Obelisco, Barcelona 1997 (ISBN 84-7720-280-X), fábula para los niños ilustrada por Antonio Lupatelli.
- Berti, Giordano, Waite y su Tarot, ilustraciones por Roberto De Angelis, Editor Nostradamus, 1999 (ISBN 849229700X, 9788492297009)
- Berti, Giordano; y Ram: Historia del Tarot, en la obra El Arte del Tarot, Ediciones Orbis, Barcelona 2001-2002 (editado en forma de 72 fascículos de aparición semanal)
- Berti, Giordano: Historia de la Adivinación, en la obra Cartas de Adivinación, Ediciones Orbis, Barcelona 2003-2004, editado en forma de 72 fascículos semanales
- Berti, Giordano y Gonard, Tiberio: El Tarot Egipcio, Editorial Gaia, Madris 2004 (ISBN 84-8445-081-3)
- Berti, Giordano y Gonard, Tiberio: Tarot Visconti, Editorial Gaia, Madrid 2004 (ISBN 84-8445-074-0)
- Berti, Giordano (2005-2006), Tarots de Museo, en la obra Claves y Secretos del Tarot, Editorial Salvat, Barcelona 2005-2006, editado en 72 fascículos semanales (ISBN 978-84-471-0172-6)
- Berti, Giordano y Gonard, Tiberio, El tarot de la nueva visión, Centre Esotèric Nostradamus, Barcelona 2013, ISBN 978-84-922-9703-0
- Berti, Giordano, Aaron Cheak y Ada Pavan Russo, Tarot egipcio Schwaller de Lubicz 1926, traducción al español de Victoria Braojos Nieves, OM Edizioni, Quarto Inferiore - Bologna, 2019, ISBN 978-88-94975-25-3

### Ensayos en otros idiomas
- Visioni infernali. Peccati e torture nell’arte del Medioevo (Le Tarot, Faenza 1991).
- Gli Arcangeli: storia e leggende (Lo Scarabeo, Torino 1997).
- Gli Eretici (Xenia, Milano 1997).
- Dizionario del Cristianesimo (Vallardi, Milano 1997).
- I Mondi ultraterreni (Mondadori Libri Illustrati, Milano 1998). Traducciones: Gründ, París 2000; Muza SA, Warszawa 2001; Hara Shobo, Tokyo 2001.
- Preghiere di tutto il Mondo (Vallardi, Milano 1999).
- Dizionario dei Mistici (Vallardi, Milano 1999).
- Le religioni orientali in Occidente (Xenia, Milano 2000).
- Enoch, l’entronauta (Armenia, Milano 2000).
- Tarot of the New Vision, con Tiberio Gonard (Lo Scarabeo, Torino 2005).
- Storia della divinazione. Come gli uomini hanno indagato nel futuro (Mondadori, Oscar Storia, 2005).
- Storia dei Tarocchi. Verità e leggende sulle carte più misteriose del mondo (Mondadori, Oscar Storia, 2007)
- Storia della Stregoneria. Origini, credenze, persecuzioni e rinascita nel mondo contemporáneo (Mondadori, Oscar Storia, 2010).

### Obras de narrativa en otros idiomas
- I tarocchi degli gnomi, ilustraciones por Antonio Lupatelli (Lo Scarabeo, Torino 1988); trad. ted. Das Tarot der Zwerge (Königsfurt, 2003).
- Intervista a Dylan Dog, ilustraciones por Angelo Stano (Lo Scarabeo, Torino 1991).
- Il Sogno di Oengus, ilustraciones por Milo Manara (Lo Scarabeo, Torino 1994).
- Miti dei Celti d'Irlanda, ilustraciones por Giacinto Gaudenzi (Lo Scarabeo, Torino 1995).
- Tobi e il tesoro del tartufo d'Alba, con Raoul Molinari, ilustraciones por Adriana Galoppi (Araba Fenice, Boves 2009); trad. eng. Tobi and the treasure of Alba truffle; trad. al. Tobi und der Schatz der Alba weißen Trüffel.
- Il Re del Tartufo, con Raoul Molinari (Araba Fenice, Boves 2011).
- Il Monte dei Folletti, ilustraciones por Antonio Lupatelli y una introducciòn por Gianni Morandi (Araba Fenice, Boves 2012).